# Command
Návrhový vzor Command zapouzdřuje operaci a její parametry do objektu tak, aby šla kdykoliv později zavolat. Potřebné informace většinou zahrnují typ operace, názvy parametrů a jejich hodnoty.
Uživatel nejprve vytvoří instance příkazů, které chce provést. K dispozici má i výkonný objekt, kterému příkazy předá. Výkonný objekt vykoná režii kolem spuštění (například uložení do historie) a příkazy spustí. Každý příkaz potom vykoná svou práci na svém podřízeném objektu.
Příklady použití:
- definice akcí pro tlačítka GUI (v jazyce JAVA je to rozhraní Action)
- nahrávání makra (posloupnosti příkazů lze načítat a ukládat)
- historie operací s možností Undo / Redo
- vícevláknové zpracovávání (operace se ukládají do fronty a na pozadí je zpracovávají vlákna)
- transakční zpracování (operace se nashromáždí a na požádání atomicky spustí)

## Implementace v jazyce Scala
```
trait
 
Operace
 
{

   
def
 
spustit
()

}

 

class
 
Vypinac
 
{

   
private
 
var
 
historie
:
 
List
[
Operace
]
 
=
 
Nil

 

   
def
 
provest
(
cmd
:
 
Operace
)
 
{

      
cmd
.
spustit
()

      
this
.
historie
 
:+=
 
cmd

   
}

}

 

class
 
Zarovka
 
{

   
def
 
zapnout
()
 
=
 
println
(
"Sviti"
)

   
def
 
vypnout
()
 
=
 
println
(
"Nesviti"
)

}

 

class
 
ZapnoutZarovku
(
zarovka
:
 
Zarovka
)
 
extends
 
Operace
 
{

   
def
 
spustit
()
 
=
 
zarovka
.
zapnout
()

}

 

class
 
VypnoutZarovku
(
zarovka
:
 
Zarovka
)
 
extends
 
Operace
 
{

   
def
 
spustit
()
 
=
 
zarovka
.
vypnout
()

}

 

object
 
ZkouskaZarovky
 
{

   
def
 
main
(
args
:
 
Array
[
String
])
 
{

      
val
 
zarovka
 
=
 
new
 
Zarovka
()

      
val
 
zapnout
 
=
 
new
 
ZapnoutZarovku
(
zarovka
)

      
val
 
vypnout
 
=
 
new
 
VypnoutZarovku
(
zarovka
)

      
val
 
vypinac
 
=
 
new
 
Vypinac
()

      
vypinac
.
provest
(
zapnout
);

      
vypinac
.
provest
(
vypnout
);

      
vypinac
.
provest
(
zapnout
);

      
vypinac
.
provest
(
vypnout
);

   
}

}

```